# Río Jaruma
El río Jaruma, a veces Laruma, es un curso natural de agua que nace en las laderas del cerro Anocarire (5060 m s. n. m.), en la Región de Arica y Parinacota, y desemboca en el río Ajatama.

## Toponimia
El origen del topónimo "Jaruma" proviene del vocablo aimara "Jaru Uma" que deriva de las palabras jaru- (agrio, picante) y -uma (agua, líquido), por lo que se traduce como "agua agria".

## Trayecto

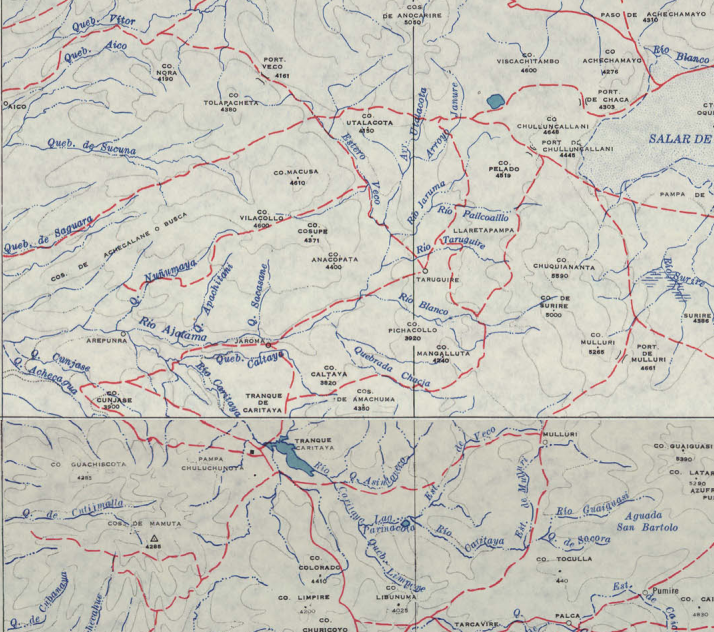
Cuencas de los ríos Ajatama y Caritaya, en un compuesto de dos mapas del Instituto Geográfico Militar (Chile).

## Caudal y régimen
Según la Dirección General de Aguas de Chile, los caudales son:: 267 
- en noviembre y mayo: 30 a 50 l/s
- en febrero: 70 l/s

## Historia
Este río es llamado a veces Laruma y también Anokarire.: 271 
Luis Risopatrón lo describe en su Diccionario jeográfico de Chile (1924):: 439 
Jaruma (Río). Es de corto curso, corre hácia el SW, recibe las aguas de las faldas S de los cerros Anocarire i se vácia en la parte superior del río Ajatama, del de Camarones.

## Población, economía y ecología
El caudal del río Jaruma tiene sus aguas sulfatadas cálcicas con un alto contenido en aluminio, bario, cobalto cobre, cromo, estroncio, fluoruros, hierro, manganeso, níquel, selenio, sulfatos y zinc. Esto implica que tras la confluencia con el río Macusa las aguas resultantes son sulfatadas cálcicas y tienen metales pesados.: 275  El alto contenido químico del río Jaruma se debe, según el informe, a que drena los flujos hidrotermales de las laderas del cerro Anocarire.: 276 